# Pale di San Lucano

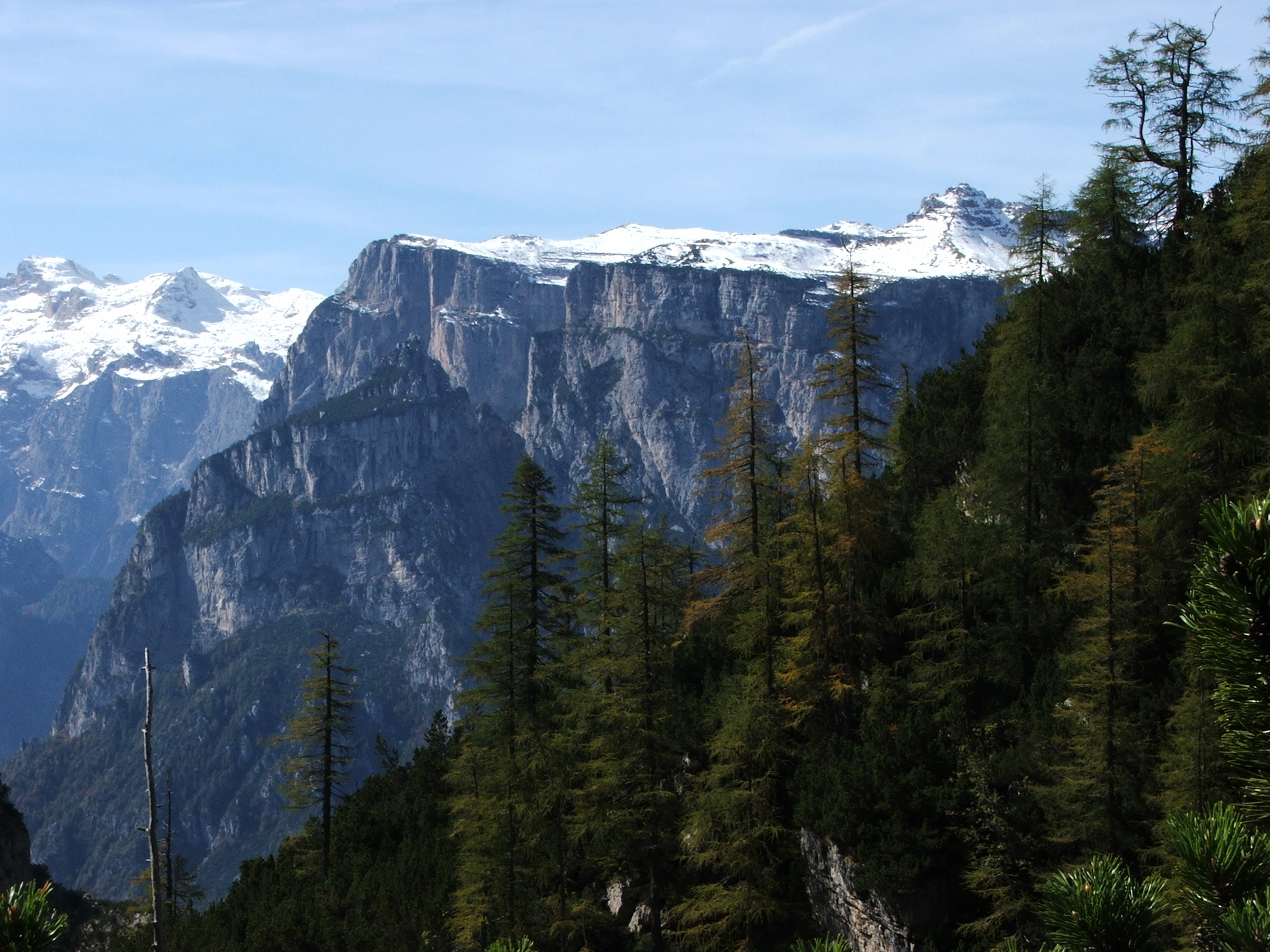
Blick von der Forcella Col dell' Orso in der Civettagruppe zu den Pale di San Lucano.

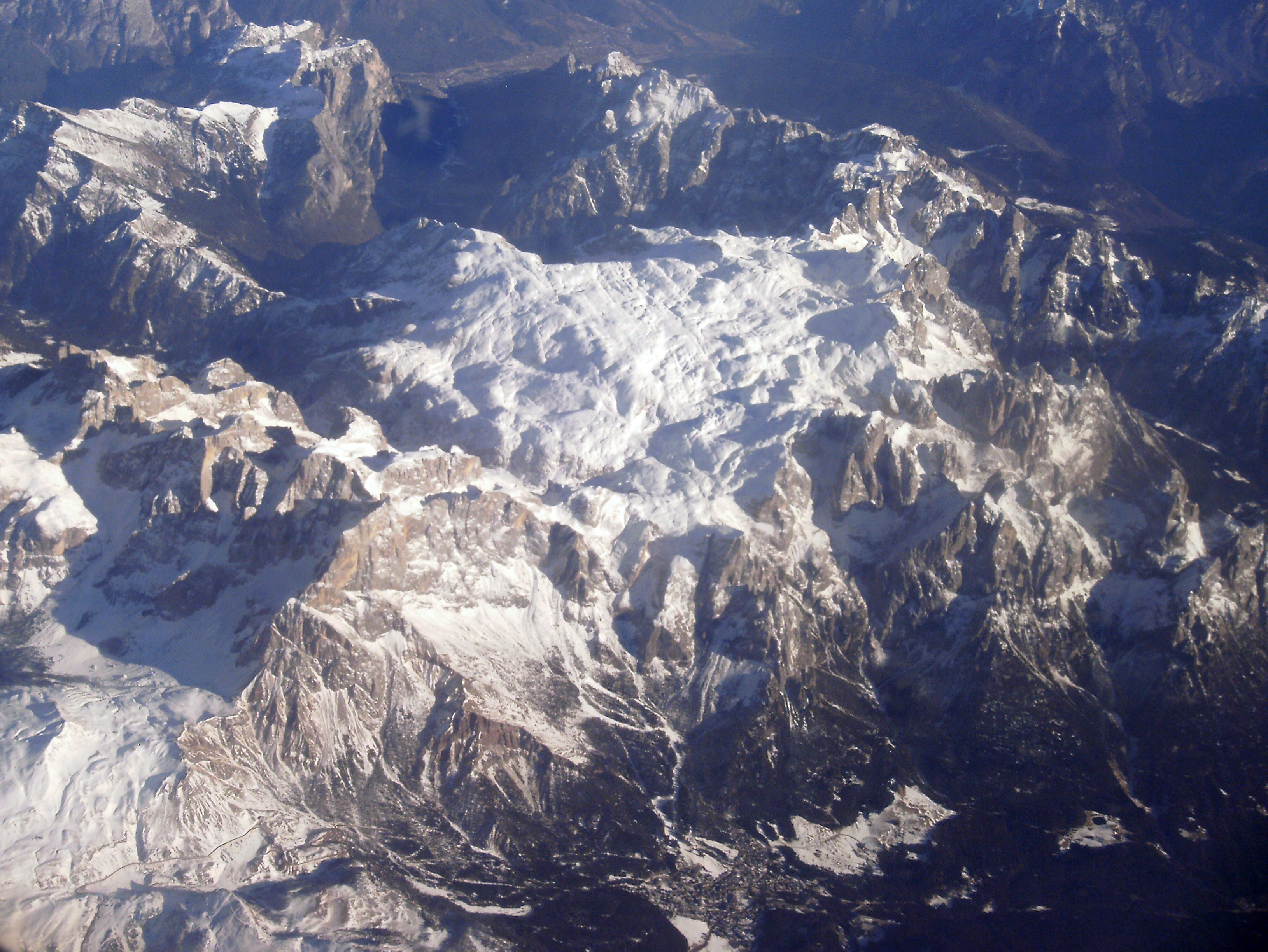
Pale di San Martino (Mitte) und Pale di San Lucano (hinten links) aus der Luft gesehen.

Die Pale di San Lucano sind eine Ansammlung von Gipfeln, die eine kleine, etwas unbekannte Dolomitengruppe zwischen Taibon Agordino und Cencenighe Agordino in der italienischen Provinz Belluno bilden. Der höchste Gipfel ist der Monte San Lucano mit 2406 m Höhe.

## Umgebung
Die Berggruppe liegt nördlich der bekannteren Pala und ist von dieser durch das Valle di San Lucano getrennt. Im Osten fällt sie zum Valle Agordina ab, welches die Pale di San Lucano von der Civettagruppe, einem weiteren bekannteren Nachbarn, trennt. In diesem Tal liegen die Orte Taibon Agordino und Cencenighe Agordino, von denen aus die Gipfel der Berggruppe gut bestiegen werden können. Etwas südlich von Cencenighe Agordino mündet das Valle del Torcòl, ein kleines Nebental des Valle Agordino in dieses ein. Das Valle del Torcòl liegt zwischen den Pale di San Lucano und dem Cima-Pape-Massiv und trennt so die beiden Berggruppen. Zwischen dem Valle del Torcòl und dem am Anfang genannten Valle di San Lucano liegt die Forcella Gardes, die die Pale di San Lucano und die Cima Pape miteinander verbindet.

## Erschließung

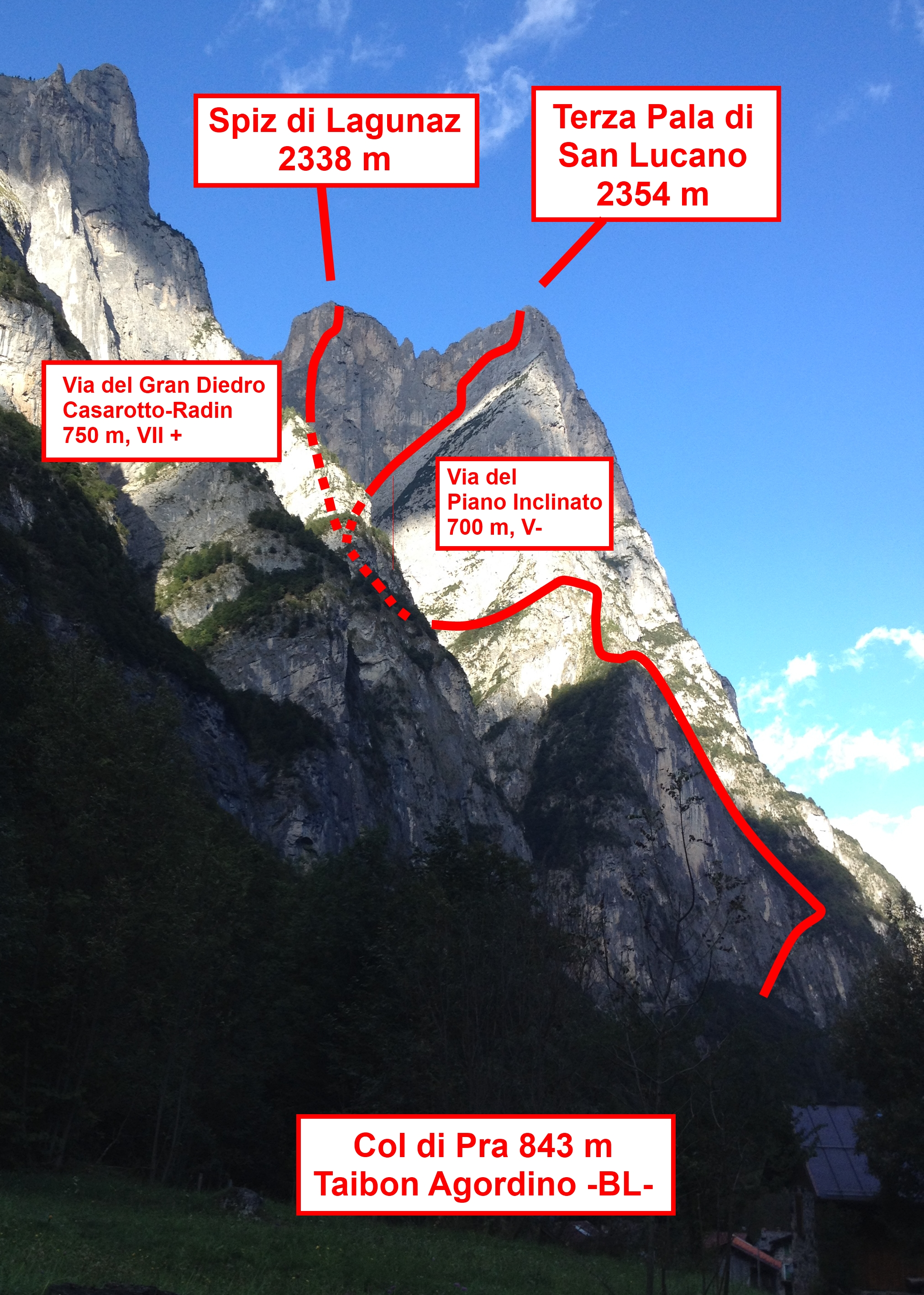
Kletterrouten auf die Terza Pala und den Spiz di Lagunàz.

Die Pale di San Lucano sind eine touristisch relativ wenig erschlossene Berggruppe; nur der markierte Weg Nr. 765 (Sentiero della Besausega), der allerdings ein steiler, ausgesetzter Steig ist, und ein paar unmarkierte Steige führen durch das Gebiet. Über diese und teilweise auch über steigloses, aber leichtes Gelände kann man manche Gipfel wie die Prima Pala gut erreichen. Die restlichen Gipfel können über verschiedene Kletterrouten in unterschiedlichen Schwierigkeitsgraden der Kletterei bestiegen werden.
Als Unterkunft eignet sich nur die Biwakschachtel Bivacco Bedin an der Prima Pala.

## Wichtige Gipfel

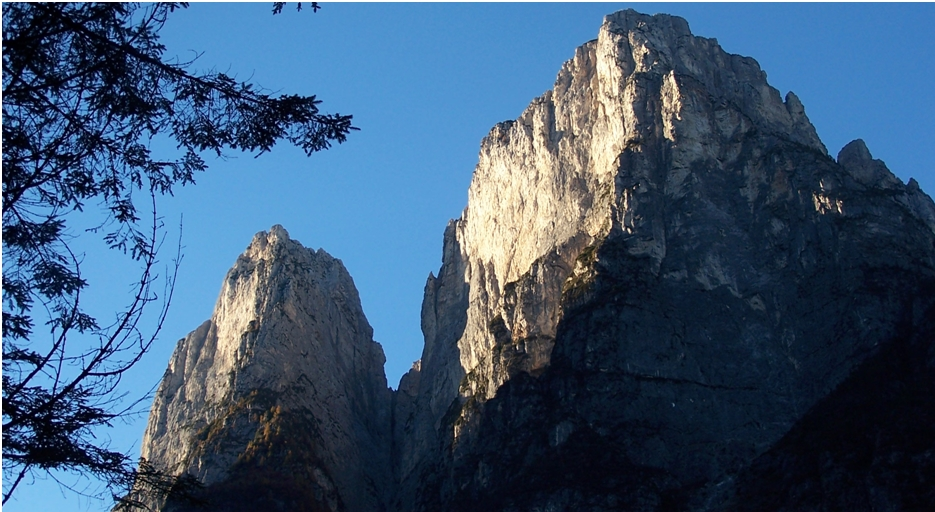
Die Pale di San Lucano vom Valle di San Lucano aus.

- Corno del Bus (2071 m) – östlichster Gipfel der Pale di San Lucano
- Cime d'Ambrusogn (2286 m) – nördlichster Gipfel der Pale di San Lucano
- Le Cime (2296 m) – Felsspitze auf der Prima Pala
- Prima Pala di San Lucano (2210 m) – leicht besteigbarer Gipfel am Bivacco Bedin, der eine grasige Hochfläche bildet
- Seconda Pala di San Lucano (2340 m)
- Terza Pala di San Lucano (2355 m) – nach dem Monte San Lucano der dominanteste Gipfel der Gruppe
- Quarta Pala di San Lucano (2267 m)
- Monte San Lucano (2406 m) – höchster Gipfel der Pale di San Lucano
- Spiz di Lagunàz (2338 m) – Kletterberg

## Talorte
- Cencenighe Agordino
- Taibon Agordino